# Jens-Kristian Sørensen
Jens-Kristian Selvejer Sørensen (Aalborg, Dinamarca, 21 de marzo de 1987) es un futbolista danés. Juega de defensa y su equipo actual es el Aalborg BK.

## Biografía
Jens-Kristian Sørensen actúa como defensa, aunque a veces es utilizado como centrocampista realizando labores defensivas. En un par de ocasiones el entrenador lo usó como delantero centro.
Siempre ha jugado para el Aalborg BK. Comenzó en las categorías inferiores hasta que, en 2006, debutó con la primera plantilla del club; fue el 4 de octubre en un partido contra el FC Nordsjælland. En 2008 conquista el título de Liga.
Curiosidades
Jens-Kristian Sørensen creció en una pequeña aldea llamada Biersted. Es por esto que los aficionados le pusieron el apodo de Granjero.

## Selección nacional
Todavía no ha sido internacional con la Selección absoluta, aunque sí ha jugado varios partidos con las categorías inferiores.

## Clubes
| Club                 | País      | Año   |
| -------------------- | --------- | ----- |
| Aalborg Boldspilklub | Dinamarca | 2005- |

## Títulos
- 1 Liga de Dinamarca (Aalborg BK, 2008)